# Umberto II. Italijanski
Umberto II. Italijanski ali Umberto II. Savojski, italijanski kralj in maršal, * 15. september 1904, Racconigi, Italija, † 18. marec 1983, Ženeva, Švica.
Bil je sin Viktorja Emanuela III. in princese Jelene Savojske. Znan je kot zadnji italijanski kralj, na prestolu je bil samo malo več kot mesec dni, od 9. maja do 18. junija 1946, ko je bila monarhija ukinjena. Zato je dobil vzdevek majski kralj (italijansko Re di Maggio). Po koncu vladavine je zapustil državo in 37 let živel v Cascaisu na Portugalskem.